# Stephanus van Royen
Stephanus van Royen (Vledder,  3 september 1798 - Middelstum, 28 februari 1883) was burgemeester van de voormalige Nederlandse gemeenten Diever en Vledder.

## Leven en werk
Van Royen, lid van de familie Van Roijen en zoon van de burgemeester en notaris van Diever en Vledder Stephanus Jacobus van Royen en Grietje Drijber, was aanvankelijk apotheker in Groningen. Hij trad echter op latere leeftijd in de voetsporen van zijn vader en werd eveneens burgemeester van de Drentse plaatsen Vledder en Diever. Van 1848 tot 1872 vervulde hij het burgemeestersambt in Diever en in diezelfde periode was hij van 1851 tot 1867 burgemeester van Vledder. Tevens was hij gemeentesecretaris en vervulde ook alle andere ambtelijke taken in deze gemeenten.
Van Royen trouwde op 22 maart 1826 met de in Groningen geboren dochter van een houtkoper, Elebarta Johanna Witkop.